# Alfredo Alvar
Alfredo Alvar Ezquerra (Granada, 1960) è uno storico spagnolo, professore di ricerca presso il Consejo Superior de Investigaciones Científicas (omologo del Consiglio Nazionale delle Ricerche, col quale Alvar collabora) e specialista nella storia moderna.
È accademico corrispondente della Real Academia de la Historia e professore associato nella Università Complutense di Madrid.

## Docenza e ricerca
Alvar si è specializzato nella Storia della Spagna durante il Cinquecento e il Seicento; nei primi anni della sua carriera, il regno di Filippo II e il sorgimento di Madrid come capitale del regno hanno tirato la sua attenzione; poi, il cosiddetto arbitrismo, la storiografia o le biografie di personaggi rilevanti della storia moderna spagnola, hanno fatto parte della sua agenda.
La teoria della strutturazione, di Anthony Giddens, e la scuola delle Annales e Fernand Braudel, sono due delle influenze più riconoscibili nei suoi scritti.
Probabilmente, il principale tratto metodologico di Alvar sia la ricerca costante di nuove fonti di conoscenza. In ultima istanza, nell'analisi storica si può essere innovativi di due maniere diverse: la prima, attraverso una differente interpretazione delle fonti già conosciute; la seconda, mediante l'incorporazione ai propri studi di fonti che nessuno abbia mai usato prima. Alvar, già dai Racconti e Lettere di Antonio Pérez, ma soprattutto negli ultimi libri (quello di Isabella di Castiglia, detta la Cattolica; quello anche su Cervantes) e nel progetto di trascrizione dei verbali del Comune di Madrid ai fini del Cinqueceno, si è caratterizzato dalla sistematica scoperta, analisi e incorporazione al suo lavoro di documenti sconosciuti o dimenticati.
Il professore Alvar ha fatto parte di 18 progetti di ricerca, e n'è stato il ricercatore principale in 14. Oltre il suo lavoro presso l'Università Complutense, ha svolto la sua docenza a Quito (Ecuador), dove ha messo in moto la Cattedra di Storia Moderna di Spagna. Ha organizzato una quindicina di congressi scientifici e ha partecipato in più di 70. Le sue conferenze superano il centinaio.

## Opera
Fra i suoi quasi venti libri, forse le referenze più importanti sono:
- La nascita di una capitale europea. Madrid fra 1561 y 1606, Premio Villa de Madrid de Ensayo y Humanidades nel 1989, quando l'autore aveva soltanto 31 anni.
- Il Cesare Carlos: da Gand a El Escorial, omaggio istituzionale del Banco Bilbao Vizcaya (attualmente, BBVA) nel 1998, libro premiato anche, questa volta per le sue caratteristiche artistiche.
- La pratica del cortigiano errante, omaggio istituzionale del sindaco di Madrid nel 2006.

I suoi libri più popolari sono stati Isabella di Castiglia. Una regina vincitrice, una donna sconfitta e Cervantes. Genio e libertà; quest'ultima è stata la prima biografia del genio spagnolo fatta da uno storico.
Il suo lavoro di coordinazione ed edizione è stato notevole: due collezione di Storia e una quindicina di libri, fra i quali i più importanti sono i Rapporti e Lettere, di Antonio Pérez (pubblicate ai 25 anni); la traduzione allo spagnolo della De materia medica di Dioscoride Anazarbeo, fatta da Andrés Laguna (medico personale dei re Carlo V e Filippo II) e i Racconti Topografichi di Filippi II, impressionante ricerca contemporanea sui paesi del regno, considerata da Alvar un sincero esercizio di conoscenza e volontà di sapere piuttosto che uno meramente contabile mirato al sollevamento di nuove tasse.